# Otok Oštarijski
Otok Oštarijski is een plaats in de gemeente Ogulin in de Kroatische provincie Karlovac. De plaats telt 446 inwoners (2001).